# Triteleia discissa
Triteleia discissa är en stekelart som först beskrevs av Alan Parkhurst Dodd 1933.  Triteleia discissa ingår i släktet Triteleia och familjen Scelionidae. Inga underarter finns listade i Catalogue of Life.